# مورتال کامبت ۱
مورتال کامبت ۱ (به انگلیسی: Mortal Kombat 1) یک بازی ویدئویی به سبک مبارزه‌ای است که توسط ندررلم استودیوز توسعه یافته و به‌وسیلهٔ وارنر بروس. گیمز منتشر شد. بازی در تاریخ ۱۹ سپتامبر ۲۰۲۳، برای مایکروسافت ویندوز از طریق استیم و فروشگاه اپیک گیمز، و کنسول‌های پلی‌استیشن ۵، ایکس‌باکس سری اکس/اس، و نینتندو سوئیچ منتشر شد. این دوازدهمین بازی اصلی در مجموعه بازی‌های مورتال کامبت به‌شمار می‌رود و دنبالهٔ غیرمرتبطِ مورتال کامبت ۱۱ است. مورتال کامبت ۱ دومین بازشروع برای این سری بازی پس از مورتال کامبت ۹ عنوان منتشر شده در سال ۲۰۱۱ محسوب می‌شود.
در زمان معرفی بازی مشخص شد که نسخه‌هایی بازنو شده از شخصیت‌های لیو کانگ، اسکورپیون، ساب-زیرو، رِیدِن، جانی کیج، کونگ لائو، کیتانا، و میلینا با طراحی‌های جدید در بازی حضور دارند. پیش خرید شخصیت شنگ سونگ نیز به عنوان عامل انگیزشی ارائه می‌شود. این نسخه همچنین قابلیتی جدید به نام «مبارزان افتخاری» را معرفی می‌کند که در حین مبارزه به بازیکن کمک می‌رسانند. این شخصیت‌های همراه از فهرست اصلی انتخاب کاراکترها مجزا می‌باشند و قبل از هر مبارزه انتخاب خواهند شد.
مورتال کامبت ۱ با واکنش‌های مطلوبی از سوی منتقدان همراه بود، اگرچه منتقدان نسبت به گرافیک، زمان بارگذاری طولانی و مشکلات فنی در نسخهٔ کنسول نینتندو سوئیچ انتقاداتی داشتند.

## شخصیت های اصلی(قابل بازی)
لیو کانگ
کونگ لائو
رِیدن
شائو کان
سیندل
اسکورپیون
ساب زیرو
گرس
رپتایل
هاویک
آشرا
اسموک
رین
کنشی
جانی کیج
کیتانا
میلینا
تانیا
نیتارا
ریکو
لی می 
باراکا
شانگ تسانگ

## کامبت پک
هوم‌لندر
آمنی-من
ارمک
پیس‌میکر
کوان چی
تاکدا
کونان
سیراکس
گوست فیس(شخصیت جیغ (فرنچایز)) 
نوب سایبات
سکتور
تی-۱۰۰۰
فرا
جنت کیج
کاملون
ماوادو
ترمور

## کامئو
گورو
جکس
کینو
سونیا بلید
سیراکس 
فراست
موتارو
سارنا
استرایکر 
شوجینگو
سکتور
داریوس
اسکورپین کلاسیک
ساب زیرو کلاسیک
کونگ لائو کلاسیک

## توسعه
توسعهٔ این بازی پس از اتمامِ توسعهٔ مورتال کامبت ۱۱ آغاز شد. توسعه‌دهندگان قصد داشتند داستانی جدید روایت کنند و عنوانی کاملاً نسل‌نهمی توسعه دهند تا دست‌شان برای بهبود هرچه‌بیشتر بازی باز باشد. در اواخر سال ۲۰۲۲، گزارش‌هایی از توسعهٔ یک بازی جدید از سری مورتال کامبت بیرون می‌آمد و نام آن نیز «مورتال کامبت ۱۲» اعلام می‌شد؛ زیرا طرفداران اعتقاد داشته‌اند که این بازی، دنباله‌ای بر بازی یازدهم خواهد بود. چیزی کمتر از یک‌ماه به معرفی رسمی بازی، ویدئویی از سوی ندررلم منتشر شده‌بود که تشکر سازندگان از بازیکنان به‌مناسبت ۳۰سالگی این سری را شامل می‌شد و پس از پخش پیام اد بون، شاهدِ تیزر کوتاهی بودیم که طوفانی را به‌تصویر می‌کشید. سپس آن‌ها تیزری را منتشر کردند که ساعتی را نشان می‌داد که از ۹ به‌سوی ۱۱ و از ۱۱ بدون طی‌کردن ۱۲ به ۱ می‌رود و این، اولین سرنخ برای بازشروع احتمالی این عنوان بود. در نهایت، در ۱۹ مه ۲۰۲۳ از این عنوان تحت‌نام «مورتال کامبت ۱» به‌عنوان یک بازشروع برای سری رونمایی شد و تاریخ انتشار آن در ۱۹ سپتامبر ۲۰۲۳ (۲۸ شهریور ۱۴۰۲) برای پلی‌استیشن ۵، ایکس‌باکس سری اکس/اس، نینتندو سوئیچ و مایکروسافت ویندوز اعلام شد. نسخهٔ آزمایشی این بازی نیز برای ۱۴ سپتامبر در دسترسِ پیش‌خریدکنندگان قرار گرفت.